# كينيدي فاولر
كينيدي لينه فاولر (من مواليد 9 مارس 2007) هي لاعبة كرة قدم أمريكية محترفة تلعب كلاعبة خط وسط لفريق أنجل سيتي إف سي في الدوري الوطني لكرة القدم للسيدات (NWSL). تم اختيارها كأفضل لاعبة في العام وفقًا لتصنيف جاتوريد الوطني في عام 2023. وقعت عقدًا مع أنجل سيتي في عمر 16 عامًا في عام 2024. فازت بالميدالية البرونزية مع الولايات المتحدة في كأس العالم للسيدات تحت 17 عامًا 2024.